# Cordyline cannifolia
Cordyline cannifolia är en sparrisväxtart som beskrevs av Robert Brown. Cordyline cannifolia ingår i släktet Cordyline, och familjen sparrisväxter. Inga underarter finns listade i Catalogue of Life.

## Bildgalleri

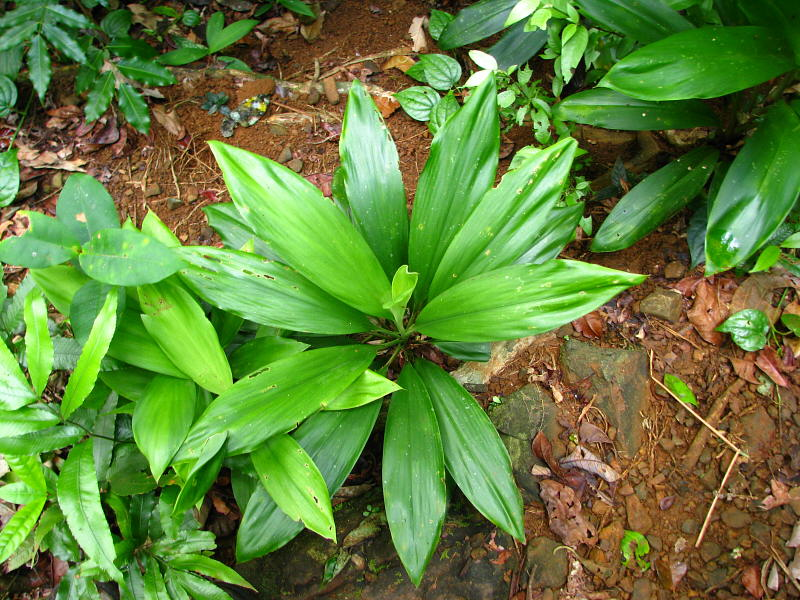
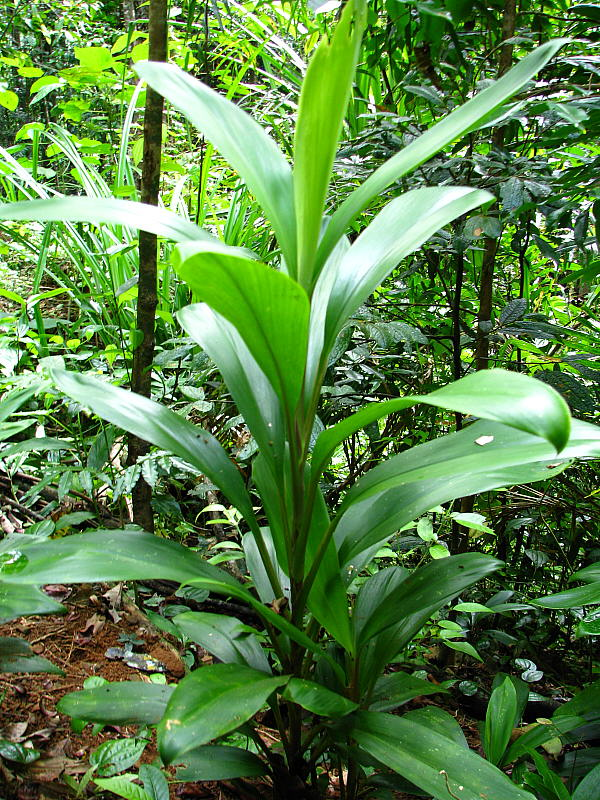